# ضريح المعتمد بن عباد

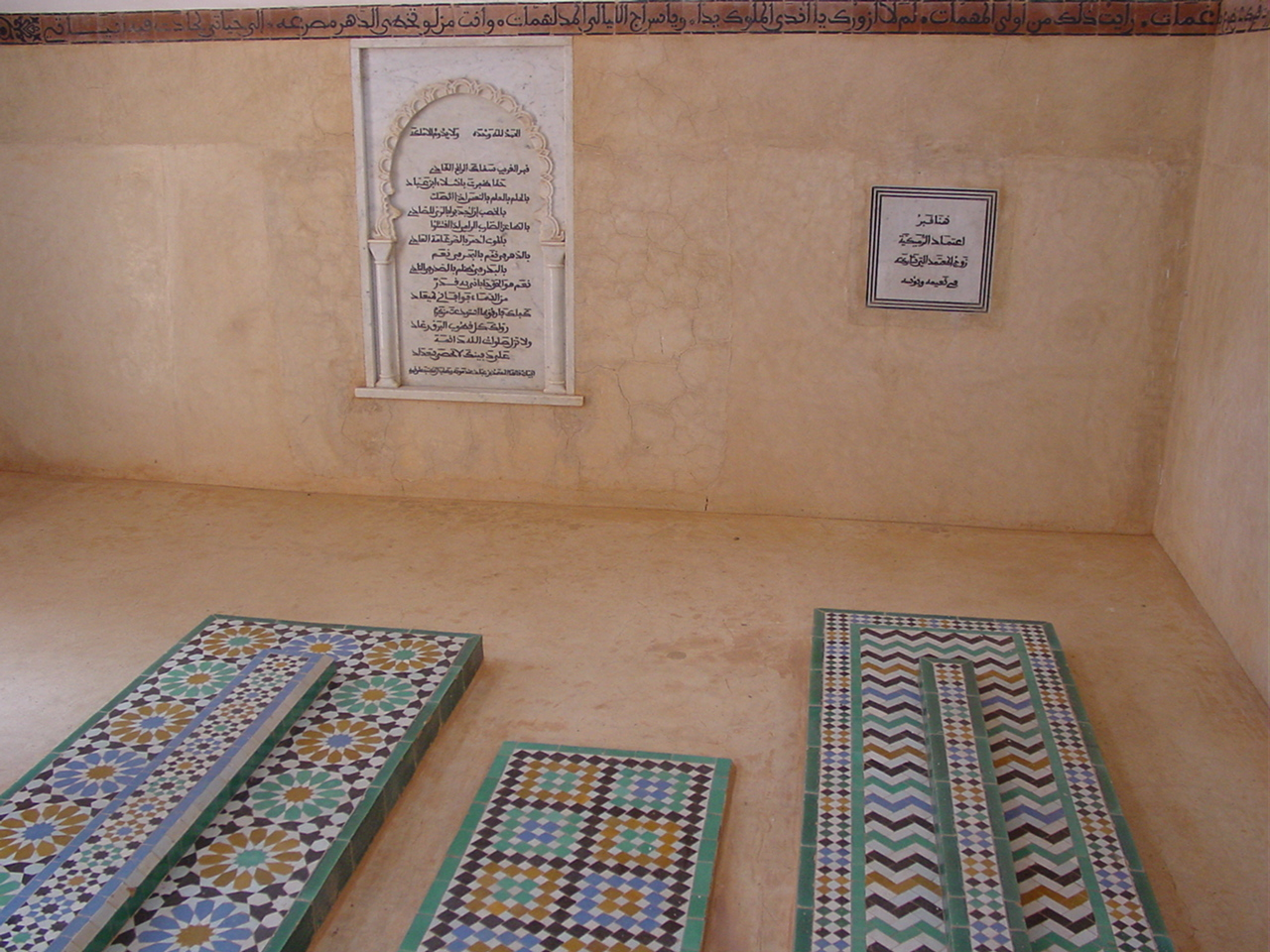
قبر المعتمد وزوجته الرميكية داخل ضريحهما.

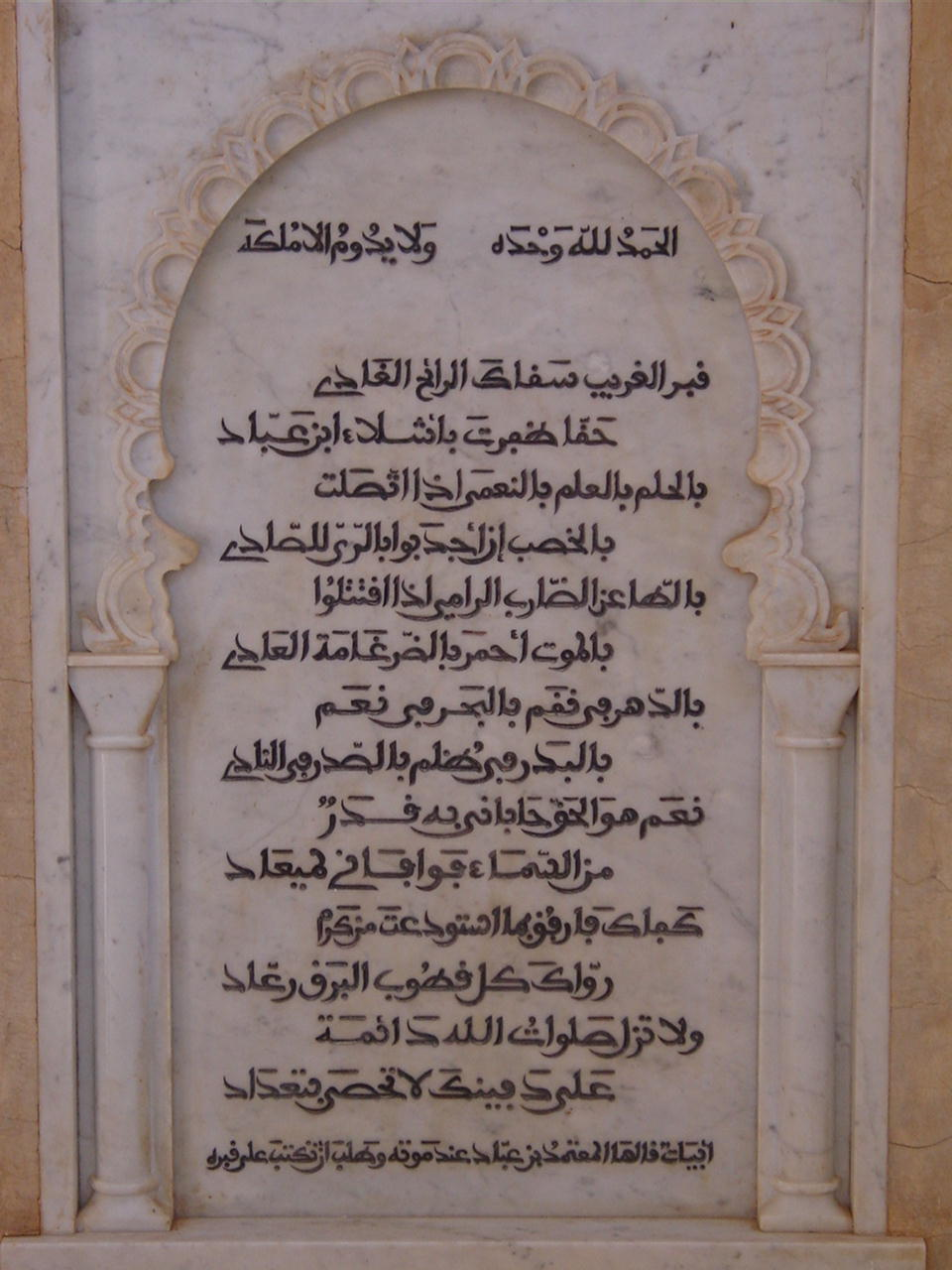
شعر كتب على لافتة القبر في رثاء ابن عبَّاد.

ضريح المعتمد بن عباد هو مبنى تاريخي يقع في قرية أغمات قرب مراكش بالمغرب. شُيد سنة 1970 ليكون ضريحاً للملك المعتمد بن عباد أمير إشبيلية وقرطبة في عصر ملوك الطوائف، ويضم الضريح كذلك قبر زوجته اعتماد الرميكية، وابنهما أبو سليمان الربيع (تاج الدولة).
يتكون الضريح من قبة مصغَّرة طبق الأصل عن القبة المرابطية بمراكش، وعلى شاهد قبر المعتمد كتبت أبيات قالها المعتمد بن عباد عند موته وطلب أن تكتب على قبره، وفي شاهد قبر زوجته كُتب: هنا قبر اعتماد الرميكية زوج المعتمد التي شاركته في نعيمه وبؤسه.
تزين الضريح بعض الأبيات الشعرية التي نظمها الأمير الشاعر المعتمد بن عبَّاد في رثاء حاله ومنها:
وهي على نفس قافية القصيدة التي رثى بها الشاعر ابن اللبانة مملكة ابن عباد قائلاً:
لم ينس ابن عباد وهو أسير منفي طباعه في الكرم، فتهافت إليه شعراء المغرب بحثا عن المال، وكان رصيده من ذلك قليلا، فأجاب الشعراء معتذرا بقلة حيلته: